# 平野謙 (評論家)

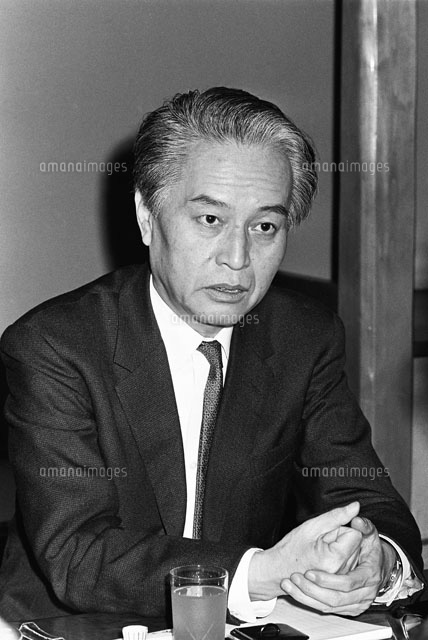
平野謙

平野 謙（ひらの けん、男性、1907年（明治40年）10月30日 - 1978年（昭和53年）4月3日）は、日本の文芸評論家。明治大学教授。本名平野朗（あきら）。左翼運動からの転向を経て、「近代文学」創刊に参加。文学における政治主義を批判し、独自の私小説理論や文学史研究などで創見を示した。戦後文学を代表する評論家である。長年続いた文芸時評でも知られる。著書に『島崎藤村』(1947年)、『芸術と実生活』(1949年)、『昭和文学史』(1963年)など。

## 来歴・人物
父・履道、母・きよの長男として京都市上京区で生まれ、5歳のときに父の故郷である岐阜県稲葉郡那加村に転居する。父・柏蔭平野履道は法蔵寺住職であるが、文藝評論を書いていたこともある。小林秀雄は再従兄。正確には、小林秀雄の母方の祖母の城谷やす（旧姓千葉）と平野謙の母方の祖父の千葉實が兄妹の関係にある。
1918年8月14日、10歳のときに得度剃髪、法名「秀亮」を授けられたが、旧制中学時代に僧侶への道を拒否するようになった。岐阜中学校から名古屋の旧制第八高等学校に進学し、本多秋五や藤枝静男と知り合う。1930年、名古屋の八高から東京帝国大学文学部社会学科に進学して上京し、在学中、1932年、プロレタリア科学研究所にはいり、プロレタリア文化運動に関係する。しかし、間もなく運動は壊滅したので、その時代はあまり業績はない。1931年、日本通信労働組合書記局で半非合法の活動をしていた当時、小畑達夫（のちに共産党のスパイ査問事件の当事者となる）を同志として本郷の下宿に泊めたところ、恋人をとられる結果になったこともある。恋人から「自分はあなたと一緒にいると今後進歩しない、思想的に成長しないと思う、もっとしっかりした人に指導されて運動のなかにすすんでいきたい」と拒絶されて傷ついた平野は、晩年「私は小畑達夫に対してある個人的な怨念をいだいてきた」と述べている。
1932年日本通信を辞め、『プロレタリア文学』『大衆の友』『働く婦人』を出していたコップ出版所に入所を希望したが叶わず、本多秋五の推薦でプロレタリア科学研究所に入る。
1933年に東京帝大文学部社会学科中退。1934年に結婚。1937年、東京帝大文学部美学科に再入学し、1940年に32歳で卒業。父の履道は祖父の履信による本堂再建のための3万5000円（1918年から1920年頃の金額）の負債に苦しみつつ10人もの子供を育て上げた人で決して裕福ではなかったが、謙に仕送りを続け、それは1941年、謙が33歳で就職するまで続いた。
戦時中は「身は売っても芸は売らぬ」をひそかな志としていたが、1941年1月から1943年6月まで情報局に月給100円の常勤嘱託として勤務し、演説の原稿などの起草をした。1943年5月、中央公論社に移り、嘱託として勤務。また文学報国会評論随筆部会の幹事を務め、文化学院に講師として勤めた。
戦後、本多秋五・埴谷雄高・荒正人・佐々木基一・小田切秀雄・山室静と雑誌『近代文学』を創刊し、新しい文学をめざした。この時期は、蔵原惟人と小林秀雄とを模範とするというところに彼らの特徴が現れていた。平野は、その中で積極的に文学状況に対して発言し、「小林多喜二と火野葦平とを表裏一体としてとらえる」ことを課題とした。
この宣言から、中野重治や宮本顕治らといわゆる〈政治と文学〉論争がおき、戦前のプロレタリア文学の再検討の機運をつくった。
1950年から1955年まで相模女子大学教授。1957年明治大学文学部専任講師、62年教授となり、死去まで務めた。主著は『島崎藤村』（『近代文学』1946年1月-2月。1947年8月刊）と『藝術と実生活』だが、前者は藤村の私生活を暴き立てたとして亀井勝一郎の批判を受けた。後者については、中村光夫が、私小説は田山花袋の「蒲団」に始まるとしたのに対し、1913年（大正2年）の近松秋江「疑惑」と木村荘太「牽引」を私小説の濫觴とする説を出しており、一時期学界の定説化していた。
純文学論争は、松本清張、水上勉らの推理小説が評論家の賞賛を受けていた時期、平野が「『群像』十五周年によせて」（『朝日新聞』1961年9月13日付）において「純文学という概念が歴史的なものにすぎない」「戦後十五年の文学史は、一方ではそういう純文学概念の更新の過程であり、他方ではかつての純文学概念の崩壊の過程でもある」と書いたことに端を発するとされている（ただし大岡昇平による井上靖の歴史小説『蒼き狼』をめぐる論争は同年1月から行われていた）。
1957年、大江健三郎の処女小説『奇妙な仕事』（「東京大学新聞」に掲載）を激賞し、大江の文壇デビューを促した。同年には、田宮虎彦と亡妻との往復書簡が『愛のかたみ』の題名で刊行されベストセラーとなり、『群像』1957年10月号に「誰かが言わねばならぬ──『愛のかたみ』批判」を発表し、同書を「特殊な、不自然な、変態的な書物」と批判。平野はさらに田宮の小説にも筆鋒を向け、『絵本』『菊坂』を「二流の小説作品」、『足摺岬』を「三流の文学作品」とこき下ろした。平野はまた「妻の死について書かずにいられぬ田宮虎彦の気持ちのなかには妻からの解放感がかくされていたはずである」と邪推し、「田宮は『愛のかたみ』の印税で女と遊んでいた」と小田切秀雄に吹聴した。これに対し、田宮は『新潮』1980年10月号に小文「トルストイとスターリン」を書いて抗議した。平野がここまで激しく反発したのは、平野自身の妻に対する態度が田宮とは対蹠的に冷淡だったからではないかと青山光二は推測している。青山によれば、平野は妻が来客に話しかけようとすると「しっ、しっ」と犬猫のように追い払っていたという。
1961年に糖尿病治療のため入院した際に、見舞いに来た三一書房の竹村一が共産党リンチ事件の公判調書を持っていることを知り、それを譲り受け、長年の宿願だった同事件についての本（『「リンチ共産党事件」の思い出 資料袴田里見訊問・公判調書』）を1976年に刊行する。同年、埴谷雄高の紹介で旧・癌研に入院し食道がんの手術を受ける。
1977年に日本芸術院賞を受賞。1978年4月3日、くも膜下出血のため東京都世田谷区の日産厚生会玉川病院で死去。戒名は評言院釈秀亮。墓所は各務原市法蔵寺。

## 家族
- 父・平野履道(柏蔭) ‐ 僧侶、文芸評論家。平野家は岐阜県那可村（現・各務原市）の浄土真宗大谷派「法蔵寺」の住職を務める家系。五男一女を儲ける。[16]
- 弟・平野蕃(1909-) ‐ 履道の二男。満鉄職員、東北大学教授。1934年東京帝国大学農学部農業経済学科卒業後満鉄入社、1943年満鉄調査部事件で検挙され、1944年釈放後退社、満州農業公社に転じ、1946年帰国、国民経済研究協会、農林省調査局を経て1951年に東北大農学部教授、1978年退官後岩手県立盛岡短期大学学長。[16][17]
- 弟・平野馨 ‐ 履道の四男。大谷大学を出て法蔵寺住職を継ぐも1943年にガダルカナル島で戦死。[16]
- 妻・田鶴子 ‐ 評論家・泉充（1908-1947）の妹。1934年結婚。平野と充はプロレタリア科学研究所芸術部の同期。[18][19]

## 戦時中の行動をめぐって
戦後になって、戦時中左翼的な文学者の「ブラックリスト」を中河与一が警察に提出したという噂が流れたことが引き金となり、中河は文壇からパージされたと言われる。しかしこれは平野によるデマであり、自分の戦争協力行為を隠蔽するための工作だった、とする見方を森下節が昭和50年代に発表した。
ほかにも杉野要吉(『ある批評家の肖像　平野謙の〈戦中・戦後〉』勉誠出版）や江藤淳（『昭和の文人』）が、平野の隠蔽工作を指摘してきたが、平野の弟子に当たる中山和子らは沈黙を守っている。
また、内閣情報部時代の上司の井上司朗からは、大東亜戦争を手放しで賛美した文章（『婦人朝日』1942年8月号、『現代文学』1942年3月号など）を意図的に自分の全集（新潮社）から外したとして非難されている。

## 根本松枝について
平野は24歳のとき、恋人の根本松枝と暮らす家に、平野と同じ日本通信労働組合で委員長の立場にあった小畑達夫を半月ほど住まわせ、恋人を奪われた。松枝は市谷刑務所長・根本仙三郎（判事・根本菊城の三男）の娘で、諫早高女から女子英学塾に進み、学内赤化に努めたことで卒業前に警視庁に検挙されたこともあった（これにより父の仙次郎は引責辞任し、大審院検事資格を得て、のちに弁護士に転じた）。
平野は松枝に結婚の意志を示したが、松枝は「あなたとでは進歩しない。もっとしっかりした人に指導されて運動のなかに進んでいきたい」と言って平野の申し出を断り、小畑のハウスキーパー (日本共産党)となった。
松枝と別れるとき、平野は赤玉ポートワインを買ってきて別れの盃をし、キスを頼んでキスして別れた。失意の平野は普段行かない銀座に一人出かけ、路上にいた乞食の子供を見かけると思わず抱き上げ、しっかと抱き締めたという。また、平野のペンネーム「松田康雄」は、松枝の一字と、平野が八高の校友誌に書いた小品「稚恋」に出てくる憧れの少女・康子の一字を取ってつけたものと言われる。
晩年癌の手術の前日、平野は遺書ともなるうる言葉の中に「私は小畑達夫に対してある個人的な怨念をいだいてきた」と書き記した。平野が共産党のハウスキーパー問題について、また小畑が殺されたリンチ共産党事件について生涯こだわったことや政治の犠牲になる純粋無垢な女といった女性観には、この若き日の失恋が影響していると見られている。
なお、松枝は学友だった仲みどりと1931年に赤坂田町で喫茶店「トリオ」を開業し、共産党員・中村亀五郎（亀治）と同棲後、銀座「パレス」の女給となって中村を支え、1933年に中村らとともに検挙された。1935年には出所し、中村とともに牛込で小間物店を営み、3人の子を儲けたが、産褥熱により1941年に亡くなった。

## 著書
- 『現代作家論』南北書園, 1947
- 『島崎藤村』筑摩書房北海道支社, 1947（のち新潮文庫、岩波現代文庫）
- 『戦後文芸評論』真善美社, 1948
- 『知識人の文学』近代文庫社, 1948
- 『昭和文学入門』河出新書, 1956
- 『現代の作家』青木書店, 1956
- 『戦後文芸評論』青木書店, 1956
- 『政治と文学の間』未來社, 1956
- 『組織のなかの人間』未來社, 1957
- 『芸術と実生活』大日本雄弁会講談社, 1958（のち新潮文庫、岩波現代文庫）
- 『文藝時評』河出書房新社, 1963
- 『昭和文学史』筑摩叢書, 1963、新版1985
- 『わが青春の文学』集英社, 1967
- 『文藝時評』上下 河出書房新社 1969、普及版1978
- 『文学運動の流れのなかから』筑摩書房, 1969
- 『作家論』未來社 1970
- 『昭和文学覚え書』三一書房, 1970
- 『はじめとおわり』講談社, 1971
- 『平野謙作家論集』新潮社 1971
- 『純文学論争以後』筑摩書房, 1972
- 『於母影』集英社, 1972　作家論集
- 『わが戦後文学史』講談社, 1972
- 『文学・昭和十年前後』文藝春秋, 1972
- 『昭和文学の可能性』岩波新書, 1972
- 『文壇時評』上下 河出書房新社, 1973
- 『平野謙全集』全13巻 新潮社, 1974-77
- 『新刊時評』上下 河出書房新社, 1975
- 『昭和文学私論』毎日新聞社, 1977
- 『志賀直哉とその時代』中央公論社, 1977
- 『島崎藤村・戦後文芸評論』冨山房百科文庫, 1979
- 『わが文学的回想』構想社, 1981
- 『さまざまな青春』講談社文芸文庫, 1991
- 『松本清張探求　1960年代平野謙の松本清張論・推理小説評論』同時代社, 2003、森信勝編

### 共著ほか
- 『中野重治研究』編 筑摩書房, 1960
- 『平野謙対話集 政治と文学篇』未來社, 1971
- 『平野謙対話集 芸術と実生活篇』未來社, 1971
- 『文芸批評家の道 平野謙対談集』講談社, 1975
- 『「リンチ共産党事件」の思い出 資料袴田里見訊問・公判調書』三一書房, 1976
- 『区画整理法は憲法違反』潮出版社, 1978